# Sonia Argint Ionescu
Sonia Argint Ionescu (Bukarest, 1981. december 28. –) a Román Televízió 1-es csatornájának műsorvezetője.
A bukaresti kéttannyelvű német líceum elvégzése után a Bukaresti Egyetem német–spanyol szakán szerzett diplomát. A román közszolgálati televízió 1-es csatornája német nyelvű adásának a műsorvezetője. 2013. április óta a Vreau să fiu sănătos (Egészséges akarok lenni) című műsort is ő vezeti.
2004–2005-ben az Aranyszarvas Fesztivál egyik bemondója volt. 2013-ban és 2015-ben ő közvetítette Románia szavazatait az Eurovíziós Dalfesztiválon.